# Stenomacrus brevicubitus
Stenomacrus brevicubitus är en stekelart som beskrevs av Kolarov 1986. Stenomacrus brevicubitus ingår i släktet Stenomacrus och familjen brokparasitsteklar. Inga underarter finns listade i Catalogue of Life.